# قانون الإجراءات الجنائية المصري

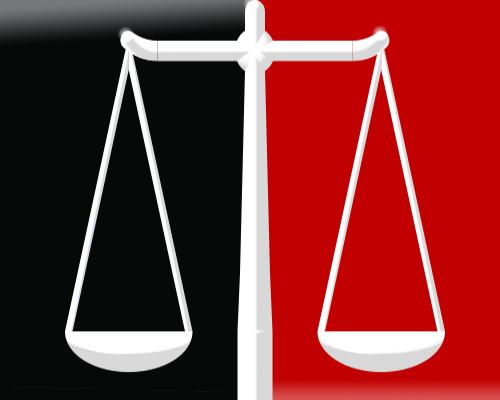
شعار القانون المصري

قانون الإجراءات الجنائية المصري هو القانون الذي يجمع القواعد القانونية التي تحدد صور الجريمة، والجزاء المقرر على مخالفتها، وقواعد البحث عن مرتكبها، والتحقيق معه، ومحاكمته، وإصدار الحكم عليه، وتنفيذه. بهدف إعلان الحقيقة الواقعية تجاه الدعوى الجنائية، وهو بهذا يحمي الحرية الشخصية للمواطن المصري سواء من المجرمين أو من الدولة. كما يقوم القانون بتحديد السلطات التي لها تجريم الأفعال، وتحديد قواعد سير الدعوى الجنائية منذ لحظة وقوع الجريمة إلى حين صدور حكم نهائي فيها وتنفيذه. حيث يُلزِم النيابة العامة بمباشرة التحقيق الابتدائي، وجمع الأدلة والتصرّف في التحقيق، ورفع الدعوى (بجانب منح المجني عليه الحق في رفع الدعوى الجنائية على المتهم)، كما يُلزِم القاضي الجنائي بالبحث عن الأدلة وإصدار الأحكام. وهكذا، يعدّ قانون الإجراءات الجنائية هو القانون الإجرائي اللازم لإعمال قانون العقوبات.
يأخذ القانون بفكرة أن الجريمة ليست فقط عدواناً على المجني عليه، ولكنها عدوان على المجتمع المصري كله؛ لهذا يتمّ الاتهام وتوقيع الجزاء بواسطة المجتمع من خلال من ينيبه من أعضاء الهيئات القضائية؛ ولهذا أيضاً يتميّز القانون بحتمية تطبيقه من قِبَل الدولة بصرف النظر عن رغبة الخصوم في ذلك؛ فوقوع الجريمة يستتبع قيام القضاء بإجراءات التحقيق والمحاكمة حتى لو لم يرغب الخصوم في ذلك.
ظهر أول قانون للإجراءات الجنائية في مصر عام 1875 تحت مسمى «قانون تحقيق الجنايات»، والذي كان مأخوذاً من القانون الفرنسي الصادر عام 1810، وكان يُطبق على المحاكم المختلطة. ثم صدر «قانون تحقيق الجنايات الأهلي» عام 1883 ليُطبق على المحاكم الأهلية، وقد تمّ تعديله عام 1904. وعقب إلغاء الامتيازات الأجنبية عام 1937، صدر قانون تحقيق جنايات جديد عام 1949. أما قانون الإجراءات الجنائية الحالي، فقد صدر في أكتوبر 1950، وقد تعرّض إلى تعديلات كثيرة حتى وقتنا الحالي.